# Giovanni D'Urso
Giovanni D'Urso (Catania, 4 agosto 1933 – Roma, 26 settembre 2011) è stato un magistrato italiano, alto funzionario del Ministero di Grazia e Giustizia.
Fu ostaggio delle Brigate Rosse dal 12 dicembre 1980 al 15 gennaio 1981.
Al momento della morte era presidente di sezione della Corte di Cassazione.

## Il sequestro

Il giudice D'Urso fotografato dai brigatisti durante il suo rapimento

Il 12 dicembre 1980 il giudice venne rapito in via Pio IV a Roma, nel quartiere Aurelio. In quel momento D'Urso ricopriva l'incarico di direttore dell'ufficio III della direzione generale degli istituti di prevenzione e pena presso il Ministero di Grazia e Giustizia. Il 13 dicembre il rapimento venne rivendicato dalle Brigate Rosse con un comunicato diffuso insieme ad una foto del prigioniero, per i terroristi responsabile di torture e vessazioni nei confronti di migliaia di proletari. Condizione per il rilascio del prigioniero era la chiusura del carcere dell'Asinara. Il commando responsabile del rapimento era capitanato da Mario Moretti.
Dopo il rapimento si crearono rapidamente due fronti opposti, quello della fermezza e quello della trattativa, come al tempo del sequestro Moro. Il giorno di Natale, il segretario del PSI, Bettino Craxi, fece diffondere un comunicato della direzione del partito nel quale si affermava che la chiusura dell'Asinara coincideva con un adempimento giustificato e da più parti richiesto. Il giorno dopo Sarti, ministro di grazia e giustizia, annunciò lo sgombero dell'Asinara. Il 28 dicembre il fallito tentativo di evasione di alcuni brigatisti dal carcere di Trani si trasformò in rivolta, soffocata in 24 ore grazie all'intervento del GIS. Le BR risposero con l'assassinio del generale dei carabinieri Enrico Galvaligi, vicecomandante dell'ufficio XII addetto al sicurezza esterna delle carceri e collaboratore di D'Urso, il 31 dicembre 1980.
Il 4 gennaio 1981 le BR diffusero un comunicato nel quale si dichiarava la condanna a morte del giudice D'Urso al termine del processo proletario a suo carico. In cambio della sua vita dovevano essere pubblicati integralmente sui maggiori quotidiani italiani i testi dei comunicati dei comitati di lotta di Trani e Palmi. Molti quotidiani si rifiutarono di pubblicare i testi brigatisti, altri invece lo fecero. Il 10 gennaio 1981 i radicali concessero alla famiglia D'Urso lo spazio a loro assegnato nella tribuna politica flash, trasmessa dalla Rai, e in questa occasione la figlia Lorena, dopo aver rivolto un appello accorato per la liberazione del padre, lesse ampi stralci dai due comunicati e fu in tal modo costretta a definire suo padre come "il boia D'Urso". Giovanni D'Urso venne ritrovato all'alba del 15 gennaio in via del Portico di Ottavia a Roma, in catene ma vivo.